# رأس مال صبور

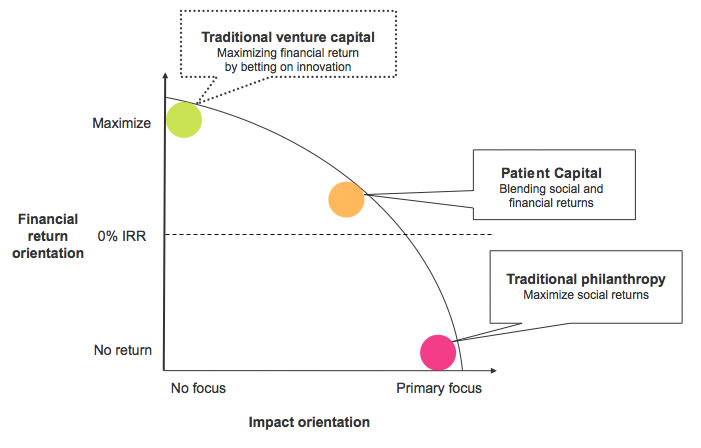

رأس المال الصبور (بالإنجليزية: Patient Capital) هو مفهوم استثماري يُستخدم للإشارة إلى استراتيجيات الاستثمار التي تركز على تحقيق العوائد المالية على المدى الطويل، مع تضمين العوائد الاجتماعية والبيئية. هذا النوع من الاستثمارات يرتكز على مبدأ الصبر تجاه العوائد المالية، حيث يتم تأجيل العوائد على المدى القصير لصالح نمو طويل الأجل له تأثير إيجابي على المجتمع والبيئة.
رأس المال الصبور يتضمن نوعاً من الاستثمارات التي تتسم بالاستدامة والقدرة على تحمل التقلبات في الأسواق المالية على المدى القصير. في حين أن الاستثمار طويل الأجل قد يتطلب تحملاً أكبر للمخاطر، إلا أن رأس المال الصبور يميز نفسه من خلال التركيز على المشاريع التي تعود بفوائد اجتماعية وبيئية، مثل تلك التي تساهم في التنمية المستدامة أو التي تعزز الابتكار البيئي.
على الرغم من أن هذه الاستراتيجيات قد تتضمن آفاق استثمار طويلة أو عوائد مالية أقل في البداية، فإن الهدف الأساسي هو تحقيق تأثير اجتماعي وبيئي إيجابي، وهو ما يميز هذه الاستثمارات عن الأنواع التقليدية التي تركز فقط على العوائد المالية. وبالتالي، لا يشترط أن تكون العوائد المالية على المدى القصير هي المعيار الرئيسي لاستثمارات رأس المال الصبور.